# Monetazione da Massimino il Trace a Emiliano
Per monetazione da Massimino Trace a Emiliano si intende l'insieme delle monete emesse da Roma durante i regni di oltre una decina di Imperatori della prima parte del periodo denominato anarchia militare, succeduti ad Alessandro Severo (ultimo della dinastia dei Severi), in un periodo complessivo che va dal 235 al 253: Massimino il Trace (235-238), Gordiano I (238), Gordiano II (238), Pupieno (238), Balbino (238), Gordiano III (238-244), Filippo l'Arabo (244-249), Decio con i figli Erennio Etrusco ed Ostiliano (249-251), Treboniano Gallo con il figlio Volusiano (251-253) ed infine Emiliano (253).

## Contesto storico
All'uccisione di Alessandro Severo (ultimo erede della dinastia dei Severi), dietro istigazione del generale Massimino il Trace, gli succedette quest'ultimo nel 235. Massimino dopo un solo triennio fu ucciso dalle sue stesse truppe della legio II Parthica accampata nei pressi di Aquileia, nel maggio del 238. Gli succedettero in pochi mesi Gordiano I (morto suicida), Gordiano II (morto in battaglia), Pupieno e Balbino (due senatori trucidati dalla guardia pretoriana) ed infine Gordiano III che regnò fino al 244, ma che fu probabilmente assassinato per volontà del prefetto del Pretorio, Filippo l'Arabo. Filippo, che subentrò a Gordiano sul trono imperiale, cadde in battaglia contro il rivale Decio nel 249, che a sua volta morì insieme al figlio Erennio Etrusco, destinato a succedergli, nella battaglia di Abrittus contro i Goti nel 251.
A Decio succedette Gaio Vibio Treboniano Gallo che associò al trono prima il figlio minore di Decio, Ostiliano, (nel 251), e poi il proprio figlio, Volusiano. Anche questi ultimi perirono al termine di una cruenta battaglia per mano della soldataglia, dietro istigazione del futuro imperatore Emiliano. Emiliano non durò più di tre mesi, morendo anch'egli per mano dei suoi stessi soldati presso Spoleto.

## Massimino il Trace (235-238)

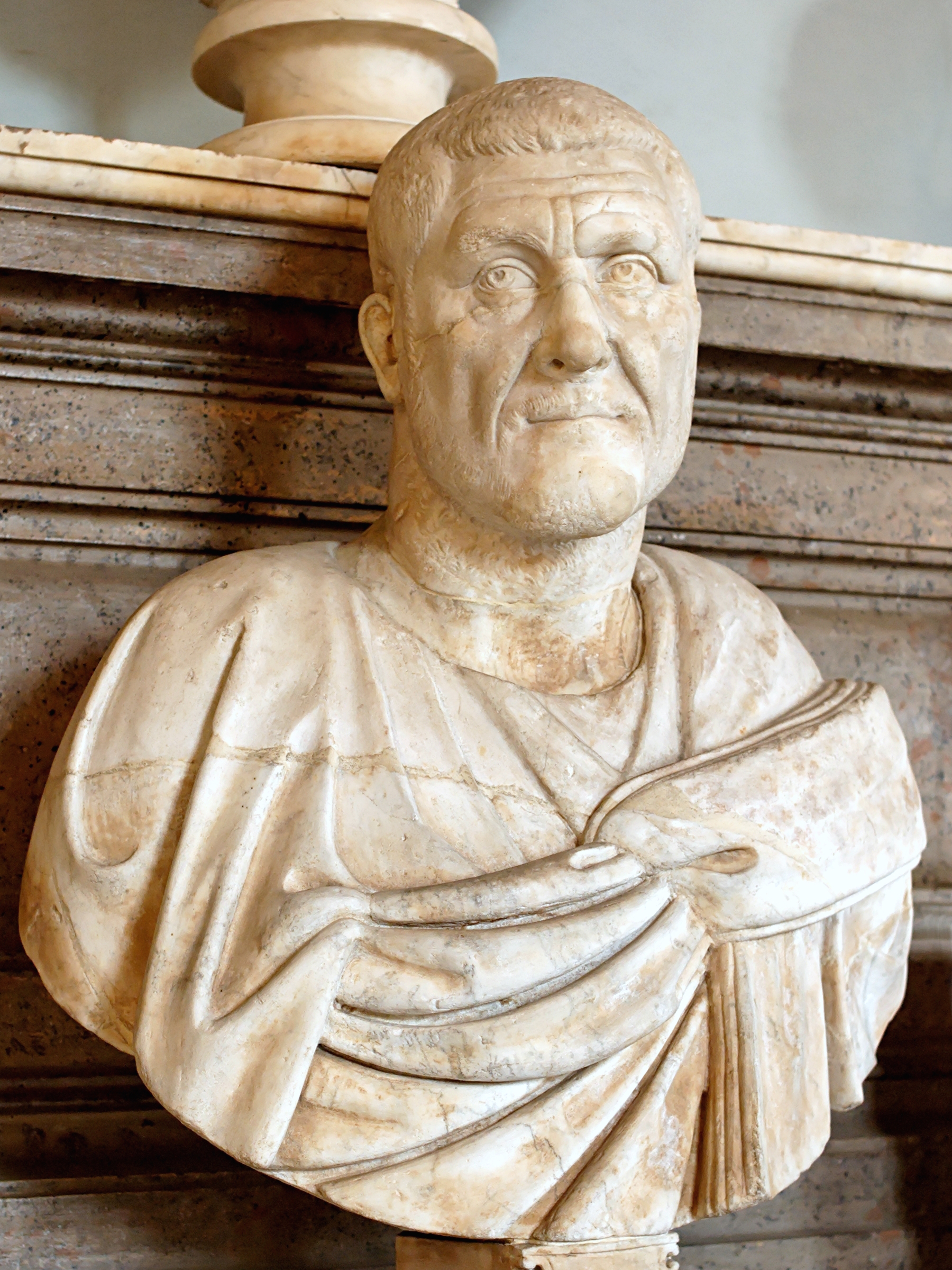
L'imperatore Massimino il Trace iniziò il turbolento periodo dell'anarchia militare, che terminò solo con Diocleziano cinquant'anni dopo.

Massimino il Trace, fu il primo barbaro a raggiungere la porpora imperiale, grazie al solo consenso delle legioni, essendo nato senza la cittadinanza romana, e senza essere neppure senatore. Fu anche il primo imperatore a non aver mai messo piede a Roma, in quanto trascorse i suoi tre anni di regno impegnato in felici campagne militari. Egli fu anche il primo imperatore-soldato del III secolo. Morì presso Aquileia in seguito ad una sedizione delle sue truppe.
| Titolatura imperiale  | Numero di volte | Datazione evento |
| --------------------- | --------------- | --- |
| Tribunicia potestas   | 4 anni:         | la prima il 20 marzo del 235, poi rinnovata ogni anno al 10 dicembre.                                                            |
| Consolato             | 1 volta:        | nel 236. |
| Titoli vittoriosi     |                 | Germanicus Maximus nel 235, Dacicus Maximus nel 236/7 e Sarmaticus maximus nel 237.                                              |
| Salutatio imperatoria | 6 volte:        | la prima al momento della assunzione del potere imperiale, il 20 marzo del 235, poi ancora nel 235 (II) e nel 237 (III-IV-V-VI). |
| Altri titoli          |                 | Pontifex Maximus, Pater Patriae, Pius e Felix nel 235.                                                                           |

### Tematiche principali

#### Massimino, il figlioCesaree la moglie Paulina
Massimino fu acclamato Imperator, secondo invece la versione della Historia Augusta, solo dopo l'uccisione di Alessandro. Era la prima volta che si verificava per un militare, non ancora senatore, oltretutto senza alcun decreto del senato. Gli fu anche dato come collega nell'Impero, il figlio Gaio Giulio Vero Massimo, attribuendogli il titolo di princeps iuventutis ("principe dei giovani"), mentre la moglie defunta, Cecilia Paolina, fu divinizzata. La scelta dei legionari fu, poi, confermata anche dalla guardia pretoriana e ratificata dal Senato romano, che però non vedeva di buon occhio un imperatore di origine barbara.
| Massimino e il figlio Cesare | Massimino e il figlio Cesare | Massimino e il figlio Cesare                                                  | Massimino e il figlio Cesare                                                   | Massimino e il figlio Cesare | Massimino e il figlio Cesare     | Massimino e il figlio Cesare                            |
| Immagine                     | Valore                       | Dritto                                                                        | Rovescio                                                                       | Datazione                    | Peso; diametro                   | Catalogazione                                           |
| ---------------------------- | ---------------------------- | ----------------------------------------------------------------------------- | ------------------------------------------------------------------------------ | ---------------------------- | -------------------------------- | ------------------------------------------------------- |
|                              | denario                      | IVL VERVS MAXIMVS CAES, testa verso destra, drappeggio sulle spalle;          | Pietas AVG, un lituo, un coltello, una brocca, un simpulum ed uno spruzzatore. | coniato nel 235/238;         | 3.06 gr, 12 h,, (zecca di Roma); | RIC Maximinus Trax, IVb, 1; BMCRE 118; RSC 1.           |
|                              | denario                      | DIVA PAVLINA, testa coperta da un velo verso destra, drappeggio sulle spalle; | CONSECRATIO, un pavone di fronte, la testa verso sinistra che fa la ruota.     | coniato nel 235;             | 3.36 gr;                         | RIC Maximinus Trax, IV 1; BMCRE 135 (Maximinus); RSC 1. |

#### Campagne militari contro Germani e Sarmati (235-237)
La pressione dei barbari lungo le frontiere settentrionali e quella, contemporanea, dei Sasanidi in Oriente, si erano infatti, non solo intensificate, ma avevano diffuso la sensazione che l'impero fosse totalmente accerchiato dai nemici. Si rivelavano ormai inefficaci gli strumenti della diplomazia tradizionale, usati fin dai tempi di Augusto e basati sulla minaccia dell'uso della forza e sulla fomentazione di dissidi interni alle diverse tribù ostili per tenerle impegnate le une contro le altre.
Si rendeva necessario ricorrere immediatamente alla forza, schierando armate tatticamente superiori e capaci di intercettare il più rapidamente possibile ogni possibile via di invasione dei barbari; la strategia era però resa difficoltosa dal dover presidiare immensi tratti di frontiera con contingenti militari per lo più scarsi.
A tale scopo tra il 235 e il 236 l'imperatore condusse la sua prima campagna contro la federazione germanica degli Alemanni, utilizzando come "quartier generale" Mogontiacum ed oltrepassando i confini imperiali nella zona del Taunus. Massimino riteneva che fosse una priorità dell'Impero la guerra "antigermanica", continuò a combattere gli Alemanni, riuscendo non solo a respingere le loro incursioni lungo il limes germanico-retico, ma anche a penetrare profondamente in Germania. Il senato romano lo omaggiò del titolo di Germanicus Maximus e le monete ne celebrarono la Salus Augusta e la Pax Augusti.
Si recò, quindi, in Pannonia a Sirmium per l'inverno (del 235/236) e condusse nuove campagne contro i sarmati Iazigi della piana del Tibisco, che avevano provato ad attraversare il Danubio dopo circa un cinquantennio di pace lungo le loro frontiere, ed i vicini Quadi (come sembra testimonino alcune iscrizioni rinvenute in zona Brigetio). Egli aveva un sogno: quello di emulare il grande Marco Aurelio e conquistare la libera Germania Magna. Il suo quartier generale, posto a Sirmium, era al centro del fronte pannonico inferiore e dacico. Così infatti riporta la Historia Augusta:
(Historia Augusta - I due Massimini, 13.3.)
| Campagne militari a settentrione | Campagne militari a settentrione | Campagne militari a settentrione                                                 | Campagne militari a settentrione | Campagne militari a settentrione         | Campagne militari a settentrione                          | Campagne militari a settentrione                                                            |
| Immagine                         | Valore                           | Dritto                                                                           | Rovescio | Datazione                                | Peso; diametro                                            | Catalogazione                                                                               |
| -------------------------------- | -------------------------------- | -------------------------------------------------------------------------------- | --- | ---------------------------------------- | --------------------------------------------------------- | ------------------------------------------------------------------------------------------- |
|                                  | denario                          | IMP MAXIMINVS PIVS AVG, testa verso destra con alloro, drappeggio sulle spalle;  | VICT-ORI-A AVG, la Vittoria cammina verso sinistra, tiene una corona ed una palma.                                                                                            | 235                                      | 20 mm, 3.16 gr, 12 h (Zecca di Roma antica);              | RIC Maximinus Trax, IV 16; BMCRE 25-6 var.; RSC 99.                                         |
|                                  | denario                          | IMP MAXIMINVS PIVS AVG, testa verso destra con alloro, drappeggio sulle spalle;  | PAX AUGUSTI, la dea Pax in piedi verso sinistra, tiene un ramo d'ulivo ed uno scettro di traverso.                                                                            | 236                                      | 20 mm, 2.95 gr, 7 h (Zecca di Roma antica, 2° emissione); | RIC Maximinus Trax, IV 12; RSC 31a.                                                         |
|                                  | sesterzio                        | MAXIMINVS PIVS AVG GERM, testa verso destra con alloro, drappeggio sulle spalle; | VICTO-RIA GERMANICA, S(enatus) C(consultum) ai lati, la Vittoria in piedi verso sinistra, tiene una corona ed una palma; un prigioniero sulla sinistra ai suoi piedi.         | 236                                      | 28 mm, 18.44 gr;                                          | RIC Maximinus Trax, IV 90; BMCRE 194; Cohen 109.                                            |
|                                  | sesterzio                        | MAXIMINVS PIVS AVG GERM, testa verso destra con alloro, drappeggio sulle spalle; | SALVS AVGVSTI, la dea Salus seduta verso sinistra, tiene una patera dalla quale un serpente si nutre, alzandosi da un altare alla sinistra; S(enatus) C(consultum) in esergo. | 236 (zecca di Roma antica, 3° emissione) | 30 mm, 21.53 gr, 12 h;                                    | RIC Maximinus Trax, IV 85; BMCRE 175-6; Banti 24.                                           |
|                                  | denario                          | MAXIMINVS PIVS AVG GERM, testa verso destra con alloro, drappeggio sulle spalle; | P M TR P III COS P P, l'imperatore Massimino il Trace in piedi tra due vessilli legionari, alza la mano destra e tiene uno scettro.                                           | 237                                      | 3.08 gr;                                                  | RIC Maximinus Trax, IV 5; BMCRE 161; RSC 64.                                                |
|                                  | sesterzio                        | MAXIMINVS PIVS AVG GERM, testa verso destra con alloro, drappeggio sulle spalle; | P M TR P IIII COS P P, l'imperatore Massimino il Trace in piedi tra due vessilli legionari, alza la mano destra e tiene uno scettro.                                          | 238                                      | 21.19 gr, 11 h;                                           | RIC Maximinus Trax, 40; Pink III, pg. 21; cf. Banti 19/20 (obv./rev.); BMCRE 221; Cohen 71. |

#### Fedeltà dell'esercito, donativa e congiaria ai provinciali
Una volta scoppiata la ribellione in Africa contro Massimino il Trace, Gordiano I, si affrettò ad inviare numerosi messaggi, a tutti coloro che egli considerava fra i più facoltosi cittadini di Roma, oltre allo stesso Senato e Popolo di Roma, promettendo grande clemenza per coloro che avessero collaborato; ai soldati (guardia pretoriana e legio II Parthica), un donativum, come mai prima di allora era stato distribuito; al popolo di Roma una nuova distribuzione di denaro. Identica cosa fece Massimino, soprattutto alle truppe a lui ancora fedeli ed ai provinciali.
| Massimino e l'esercito: donativa | Massimino e l'esercito: donativa | Massimino e l'esercito: donativa                                                              | Massimino e l'esercito: donativa | Massimino e l'esercito: donativa | Massimino e l'esercito: donativa              | Massimino e l'esercito: donativa |
| Immagine                         | Valore                           | Dritto                                                                                        | Rovescio | Datazione                        | Peso; diametro                                | Catalogazione                    |
| -------------------------------- | -------------------------------- | --------------------------------------------------------------------------------------------- | --- | -------------------------------- | --------------------------------------------- | -------------------------------- |
|                                  | denario                          | IMP MAXIMINVS PIVS AVG, testa laureata di Massimino il Trace verso destra, busto con corazza; | FIDES MILITVM, la Fides in piedi verso sinistra, tiene un vexillum appoggiato a terra in ciascuna delle sue mani. | 236                              | 20 mm, 3.17 gr, 6 h (zecca di Roma antica);   | RIC IV 7a; RSC 7a.               |
|                                  | sesterzio                        | IMP MAXIMINVS PIVS AVG, testa laureata di Massimino il Trace verso destra, busto con corazza; | LIB-ERALITAS AVG, Massimino il Trace, in seduto su una piattaforma al centro, rivolto verso sinistra; due soldati con delle lance alle sue spalle, la dea della Liberalitas in piedi a sinistra, tiene un abaco ed una cornucopia; cittadini salgono le scale della piattaforma dove ai suoi piedi sono posizionati cinque soldati con le lance. | 236                              | 27 mm, 15.00 gr, 12 h (zecca di Roma antica); | RIC IV 48.                       |

## I primi due Gordiani (238)

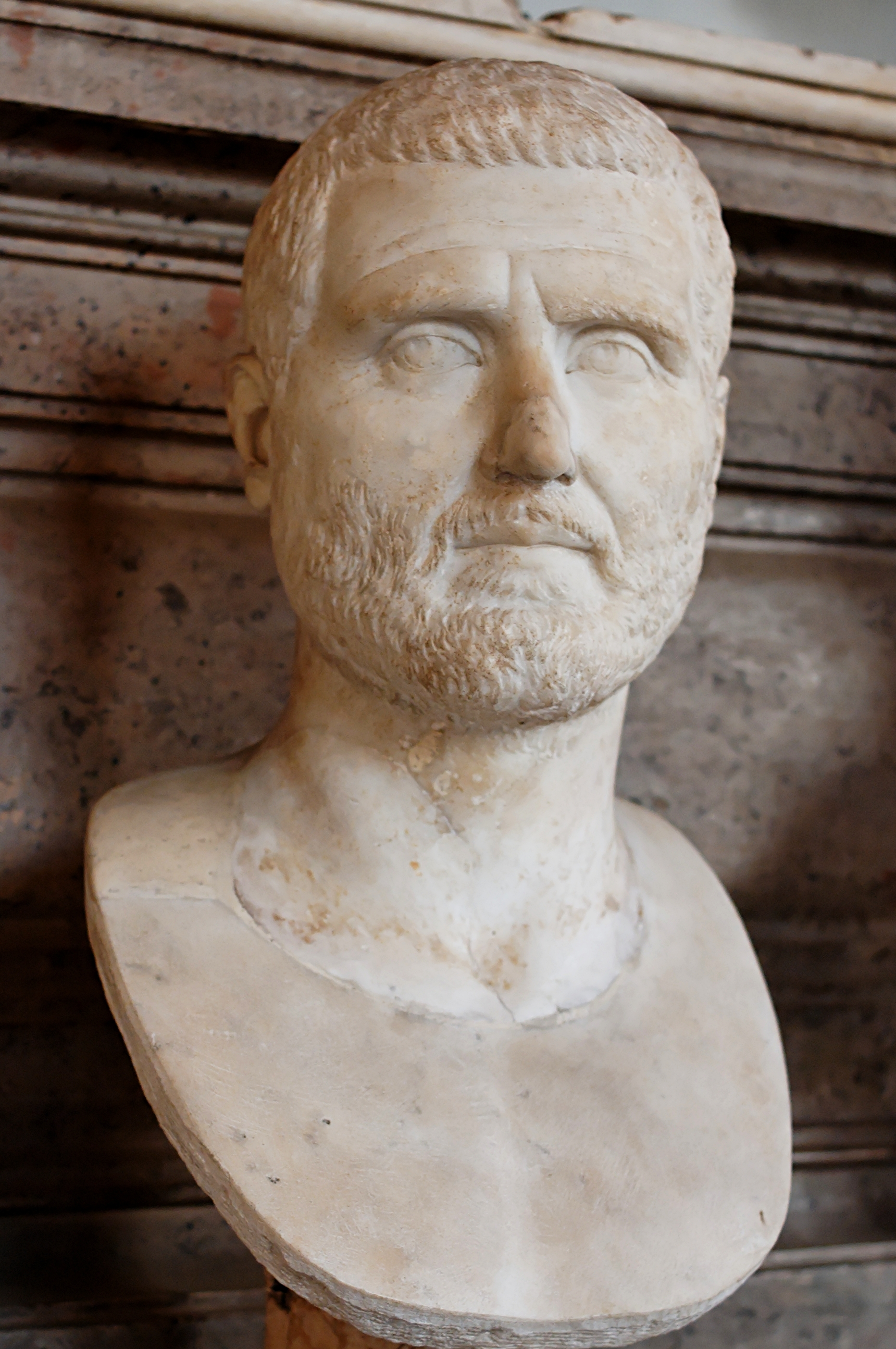
L'imperatore Gordiano I, primo imperatore dei tre Gordiani.

Il crescente malcontento generale dovuto ad un governo sempre più oppressivo dell'imperatore Massimino Trace, culminò con la ribellione in Africa del marzo del 238. Gordiano I, spinto dal clamore popolare, assunse la porpora, ed il cognomen Africano, il 22 marzo. In considerazione della sua età avanzata, insistette che gli venisse associato suo figlio, Marco Antonio Gordiano (Gordiano II). Il Senato confermò Gordiano nuovo imperatore insieme al figlio, ed al nipote Gordiano III fu promessa la pretura, il consolato ed il titolo di Cesare, mentre Massimino ed il figlio furono proclamati "nemici pubblici", e la maggior parte delle province si schierarono con Gordiano I, tranne poche città ancora fedeli a Massimino.

Ma il regno dei primi due Gordiani durò poco, poiché il governatore di Numidia, Capeliano, rimasto fedele a Massimino Trace, invase la provincia d'Africa con adeguate e ben addestrate forze militari e si diresse su Cartagine. Qui, Gordiano II fu sconfitto ed ucciso in battaglia di Cartagine: in seguito alla morte del figlio, Gordiano I si suicidò, impiccandosi con una cinta. Avevano regnato per soli venti giorni.

### Monetazione dei due Gordiani
| Gordiano I e II | Gordiano I e II | Gordiano I e II                                                                                    | Gordiano I e II | Gordiano I e II  | Gordiano I e II | Gordiano I e II                                                      |
| Immagine        | Valore          | Dritto                                                                                             | Rovescio | Datazione        | Peso; diametro  | Catalogazione                                                        |
| --------------- | --------------- | -------------------------------------------------------------------------------------------------- | --- | ---------------- | --------------- | -------------------------------------------------------------------- |
|                 | sesterzio       | IMP CAES M ANT GORDIANVS AFR AVG, testa verso destra con alloro sul capo, drappeggio sulle spalle; | VICTORIA AV-GG(ustorum), S C ai lati, la Vittoria avanza verso sinistra, tiene una corona nella mano destra ed una palma nella sinistra.                             | coniato nel 238; | 21.41 gr, 12 h; | RIC Gordianus, IV 12; Pink III, pg. 23; Banti 8; BMCRE 15; Cohen 14. |
|                 | sesterzio       | IMP CAES M ANT GORDIANVS AFR AVG, testa verso destra con alloro sul capo, drappeggio sulle spalle; | VIRTVS AVGG, S C ai lati, la Virtus in piedi verso sinistra, tiene uno scudo appoggiato a terra nella destra e una lancia rivoltata verso il terreno nella sinistra. | coniato nel 238; | 20.21 gr, 12 h; | RIC Gordianus, IV 8; Pink III, pg. 23; Banti 7; BMCRE 31; Cohen 15.  |

## Pupieno e Balbino (238)
Avendo sostenuto la causa dei due Gordiano, e trovandosi di fronte alla minaccia posta da Massimino che stava giungendo dalla frontiera, il Senato fu costretto a continuare la lotta, nominando Pupieno e Balbino coimperatori nel Tempio di Giove Capitolino (22 aprile del 238). Si ebbe però una rivolta della plebe di Roma, in particolare dei sostenitori del partito dei Gordiani, che volevano fosse eletto imperatore uno della famiglia dei ribelli sconfitti. Pupieno e Balbino acconsentirono di nominare cesare il figlio di Antonia Gordiana, la sorella di Gordiano II e la figlia di Gordiano II, ovvero Gordiano III. Pupieno, in virtù della sua carriera militare, fu inviato contro Massimino alla testa dell'esercito, mentre Balbino rimaneva a Roma a sedare una rivolta della plebe favorevole a Gordiano III. Morto Massimino Trace (fine aprile-primi di maggio), Pupieno pagò le truppe di Massimino, rientrò a Roma e, insieme a Balbino e Gordiano III, si ritirò al palazzo imperiale. Poco dopo cominciarono nuovi disordini in città. Balbino era strato coinvolto nello scontro con i partigiani di Gordiano III e la città bruciava per gli incendi appiccati dai rivoltosi. Con la presenza di entrambi i co-imperatori, la situazione si stabilizzò, ma l'inquietudine rimase. Il rapporto fra Balbino e Pupieno fu inquinato dal sospetto fin dall'inizio. Entrambi, infatti, temevano di essere assassinati l'uno dall'altro. Fu, però, il timore che gli imperatori, scelti dal senato, sciogliessero la guardia pretoriana sostituendola con la guardia germanica che spinse alcuni pretoriani a mettere in atto un colpo di stato. I pretoriani, penetrati nel palazzo imperiale, catturarono i due augusti indifesi e li uccisero poco dopo. Gli stessi pretoriani acclamavano, quindi, come unico imperatore, Gordiano III. Pupieno e Balbino avevano regnato poco meno di tre mesi. Le monete emesse nel loro breve regno mostrano uno dei due su una faccia e due mani allacciate sull'altra a simboleggiare il loro potere congiunto.

### Monetazione di Balbino e Pupieno
| Balbino e Pupieno | Balbino e Pupieno | Balbino e Pupieno                                                                                            | Balbino e Pupieno | Balbino e Pupieno                                        | Balbino e Pupieno     | Balbino e Pupieno                         |
| Immagine          | Valore            | Dritto | Rovescio | Datazione                                                | Peso; diametro        | Catalogazione                             |
| ----------------- | ----------------- | --- | --- | -------------------------------------------------------- | --------------------- | ----------------------------------------- |
|                   | denario           | IMP CM COLD PVPIENUS AVG, testa verso destra con alloro sul capo, drappeggio sulle spalle;                   | CONCORDIA AVGG(ustorum), la dea Concordia seduta verso sinistra, tiene una patera e due cornucopie.                                       | coniato nel 238 (zecca di Roma antica, 1° emissione);    | 19 mm, 2.82 gr, 1 h;  | RIC Pupienus, IV 1; RSC 6.                |
|                   | denario           | IMP C(aesar) D CAEL BALBINVS AVG, testa verso destra con alloro sul capo, drappeggio sulle spalle;           | IOVI CONSE-RVATORI, Giove in piedi verso sinistra, tiene un fulmine nella mano destra ed uno scettro, appoggiato a terra, nella sinistra. | coniato nel 238 (zecca di Roma antica);                  | 3.21 gr, 12 h;        | RIC Balbinus, IV 2; RSC 8.                |
|                   | sesterzio         | IMP CAES(ar) D CAEL BALBINVS AVG, testa verso destra con alloro sul capo, corazza e drappeggio sulle spalle; | VICTORIA AVGG(ustorum), la Vittoria in piedi verso sinistra, tiene una corona ed un ramo di palma.                                        | coniato nel 238 (zecca di Roma antica, prima emissione); | 30 mm, 22.56 gr, 1 h; | RIC Balbinus, IV 25; BMCRE 40-1; Banti 9. |
|                   | antoniniano       | IMP CAES(ar) D CAEL BALBINVS AVG, testa radiata verso destra, corazza e drappeggio sulle spalle;             | PIETAS MVTVA AVGG(ustorum), due mani che si stringono in segno di accordo tra Balbino e Pupieno.                                          | coniato nel 238 (zecca di Roma antica);                  | 24 mm, 4.57 gr, 1 h;  | RIC Balbinus, IV 11; RSC 6; BMCRE 71.     |
|                   | antoniniano       | IMP CM COLD PVPIENVS AVG, testa radiata verso destra, corazza e drappeggio sulle spalle;                     | PATRES SENATVS, due mani che si stringono in segno di accordo tra Balbino e Pupieno.                                                      | coniato nel 238 (zecca di Roma antica);                  | 21 mm, 5.31 gr, 1 h;  | RIC Pupienus, IV 11a; BMCRE 81; RSC 19.   |

## Gordiano III (238-244)

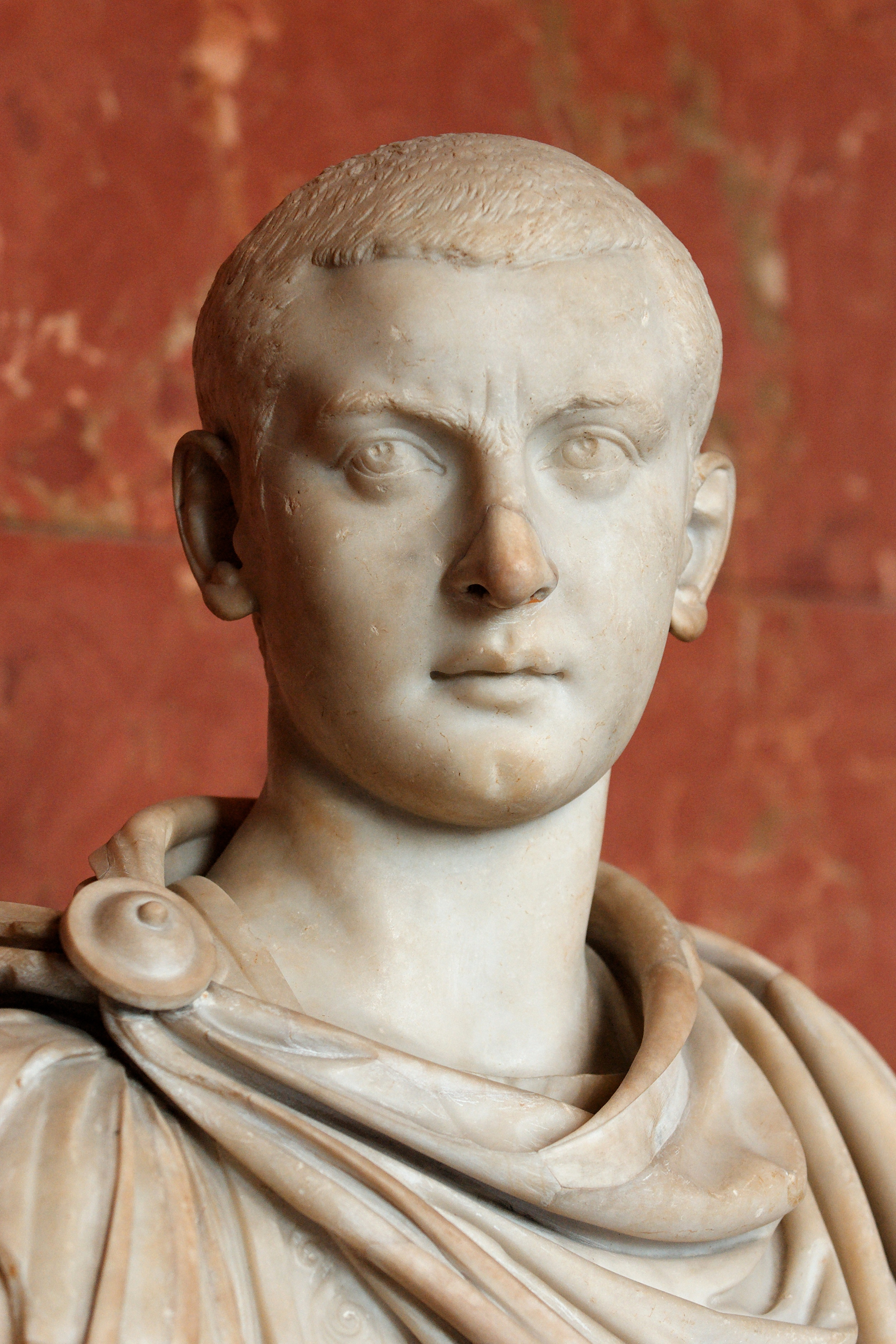
Busto di Gordiano III (Louvre, Parigi).

Marco Antonio Gordiano (Gordiano III), fu imperatore romano dal 238 alla sua morte, avvenuta durante una campagna militare in Oriente contro i Sasanidi. A causa della sua giovane età (salì al trono a tredici anni e regnò fino a diciannove), il governo dell'impero fu nelle mani di reggenti appartenenti all'aristocrazia senatoriale, che si dimostrarono capaci. Tra la fine del 240 e l'inizio del 241 l'imperatore nominò, infatti, Gaio Fulvio Sabinio Aquila Timesiteo prefetto del pretorio, prendendo in moglie la figlia. Timesiteo, che aveva già dimostrato le proprie capacità nelle amministrazioni di diverse province, era uno dei più colti personaggi del tempo, che il Senato onorò con il titolo di protettore della Repubblica. Come capo dei pretoriani e suocero dell'imperatore, Timesiteo rapidamente divenne di fatto il vero arbitro dell'impero romano. Frattanto, Gordiano beneficiò di questo aiuto, divenendo di fatto il simbolo dell'unità dell'Impero e riscuotendo il sostegno del popolo. La storiografia ne dipinge, quindi, un ritratto estremamente positivo, forse anche in opposizione al suo successore Filippo l'Arabo.
Le fonti persiane riportano che, all'inizio del 244, i Persiani e i Romani si scontrarono nella battaglia di Mesiche (l'odierna Falluja), conclusasi con una pesante sconfitta dei Romani: Sapore I cambiò il nome della città in Peroz-Shapur ("Sapore vittorioso") e celebrò la vittoria con un'iscrizione a Naqsh-i-Rustam in cui affermava di aver ucciso Gordiano. Le fonti romane, invece, non menzionano la battaglia e suggeriscono che Gordiano sia morto a Circesium, a oltre 300 km a nord di Peroz-Shapur, ma non riportano la causa della morte dell'imperatore, anche se il prefetto del pretorio, Filippo, che gli succedette sul trono, fu spesso descritto come il mandante del suo assassinio. Malgrado l'opposizione del nuovo imperatore, egli fu divinizzato dopo la sua morte per compiacere il popolo ed evitare ribellioni.
| Titolatura imperiale  | Numero di volte | Datazione evento |
| --------------------- | --------------- | --- |
| Tribunicia potestas   | 7 volte:        | la prima il maggio del 238, poi rinnovata ogni anno al 10 dicembre.                                                                                    |
| Consolato             | 2 volte:        | nel 239 e nel 241. |
| Titoli vittoriosi     | 1 solo:         | Invictus (mai sconfitto). |
| Salutatio imperatoria | 7 volte:        | la prima al momento della assunzione del potere imperiale, nel maggio del 238, poi ancora nel 239 (II), 240 (III), 241 (IV), 242 (V e VI) e 243 (VII). |
| Altri titoli          |                 | Pontifex Maximus, Pater Patriae, Pius e Felix nel 238.                                                                                                 |

### Tematiche principali

#### Il matriomonio con Furia Sabina Tranquillina
Tra la fine del 240 e l'inizio del 241 l'imperatore Gordiano III nominò Gaio Fulvio Sabinio Aquila Timesiteo prefetto del pretorio e ne sposò la figlia, Furia Sabina Tranquillina, l'estate successiva, come celebrato anche nella monetazione di quell'anno.
| Gordiano III e Tranquillina | Gordiano III e Tranquillina | Gordiano III e Tranquillina | Gordiano III e Tranquillina | Gordiano III e Tranquillina | Gordiano III e Tranquillina         | Gordiano III e Tranquillina                 |
| Immagine                    | Valore                      | Dritto | Rovescio | Datazione                   | Peso; diametro                      | Catalogazione                               |
| --------------------------- | --------------------------- | --- | --- | --------------------------- | ----------------------------------- | ------------------------------------------- |
|                             | antoniniano                 | SABINA TRANQVILLINA AVG, testa verso destra con diadema e cresta sul capo, busto con drappeggio;                                                | CONCORDIA AVGG(ustorum), Gordiano III in piedi verso destra, tiene un rotolo di pergamena nella sua mano sinistra, stringe la mano della sposa Tranquillina che sta in piedi di fronte a lui, girata verso sinistra. | coniato nel 241;            | 21.41 gr, 12 h;                     | RIC Gordianus III, IV 250 (Gordian); RSC 4. |
|                             | sesterzio                   | Testa coronata all'antica di Gordiano III che indossa corazza e drappegio (sinistra), la moglie Tranquillina a destra, uno di fronte all'altro; | Tyche seduta su una roccia, tiene in mano una piccola imbarcazione mentre attraversa un fiume; in alto un Sagittario (simbolo della legio I Parthica di stanza a Singara), che scocca una freccia dall'arco.         | coniato nel 243/244?        | 33 mm, 26.18 gr (zecca di Singara); | BMC pg. 135, 7. Sear# 3804.                 |

#### Campagna sasanide
Con l'ascesa del primo sovrano sasanide, Ardashir I, le armate persiane tornarono ad attaccare l'Impero romano con maggior forza. Nel 230, infatti, le armate sasanidi avanzarono nella Mesopotamia romana ponendo sotto assedio molte guarnigioni romane lungo l'Eufrate, cercando inoltre, senza riuscirvi, di conquistare Nisibis (importante centro del commercio con l'Oriente e la Cina), e forse invadendo le province romane di Siria e Cappadocia. L'anno successivo (nel 231), l'imperatore Alessandro Severo organizzò una spedizione militare contro le armate sasanidi. La campagna militare si rivelò comunque positiva per i Romani, poiché i territori perduti in Mesopotamia nel corso dell'avanzata sasanide degli anni 229-230, furono riconquistati, ed i Sasanidi rimasero tranquilli fino al 239-240, mentre Alessandro poté fregiarsi dei titoli vittoriosi di Parthicus maximus e Persicus.
A partire dal 238/239 una nuova invasione su vasta scala da parte delle armate sasanidi, portò le stesse a porre sotto assedio la città-fortezza di Dura Europos, avamposto romano sull'Eufrate. L'anno successivo Ardashir I riuscì finalmente nell'impresa di occupare e distruggere l'importante città-roccaforte di Hatra, alleata dei Romani, occupando poi buona parte della Mesopotamia romana (comprese le fortezze legionarie di Resaina e Singara, oltre al forte ausiliario di Zagurae, l'odierna Ain Sinu, arrivando forse anche ad assediare ed occupare la stessa Antiochia di Siria, come sembra suggerire il fatto che la sua zecca smise di battere moneta per gli anni 240 e 241.
Gordiano III, dopo aver mobilitato l'esercito, marciò personalmente verso Oriente, con il comando effettivo della campagna affidato al suocero Timesiteo e all'altro prefetto del pretorio, Gaio Giulio Prisco. Le armate romane ebbero la meglio per tutto il 243, battendo ripetutamente i Persiani, strappando loro Carre, Nisibis, e Singara, e sconfiggendoli poi nella battaglia di Resena. La morte improvvisa, però, di Timesiteo, lasciò il giovane Imperatore privo di quell'esperienza militare necessarie, mettendo a rischio la sicurezza delle sue armate e dell'imperatore stesso. Le fonti persiane riportano che, all'inizio dell'anno, Persiani e Romani tornarono a scontrarono nella battaglia di Mesiche, conclusasi con una pesante sconfitta dei Romani e la morte di Gordiano. Le fonti romane, invece, non menzionano la battaglia e suggeriscono che Gordiano sia morto nei pressi di Circesium, lasciando il sospetto che sia stato ucciso dal prefetto del pretorio Filippo l'Arabo,), che più tardi gli succedette sul trono.
| Gordiano III e la guerra in Oriente | Gordiano III e la guerra in Oriente | Gordiano III e la guerra in Oriente                                              | Gordiano III e la guerra in Oriente | Gordiano III e la guerra in Oriente                 | Gordiano III e la guerra in Oriente                                            | Gordiano III e la guerra in Oriente |
| Immagine                            | Valore                              | Dritto                                                                           | Rovescio | Datazione                                           | Peso; diametro                                                                 | Catalogazione                       |
| ----------------------------------- | ----------------------------------- | -------------------------------------------------------------------------------- | --- | --------------------------------------------------- | ------------------------------------------------------------------------------ | ----------------------------------- |
|                                     | antoniniano                         | IMP CAES M ANT GORDIANVS AVG PM, testa radiata e busto con corazza e drappeggio. | PAX AVGVSTI, Pace in piedi verso sinistra, tiene in mano un rametto ed uno scettro.                                                                             | 240-242? (prima dell'inizio della guerra sasanide?) | 4.59 gr (zecca di Antiochia);                                                  | RIC Gordianus, IV 189a; RSC 174a.   |
|                                     | sesterzio                           | IMP GORDIANVS PIVS FEL AVG PM, testa laureata e busto con corazza e drappeggio.  | P M TR P V COS II P P, Gordiano in piedi verso sinistra, tiene in mano un globo nella sinistra ed una lamcia di traverso nella destra.                          | 242                                                 | 28 mm, 17.86 gr, 12 h (zecca di Roma antica, 6° officina, 10-esima emissione); | RIC Gordianus, IV 307a; Banti 75.   |
|                                     | sesterzio                           | IMP GORDIANVS PIVS FEL AVG PM, testa laureata e busto con corazza e drappeggio.  | VICTORIA AETER(nitatis), la Vittoria in piedi verso sinistra, tiene una palma ed uno scudo su un prigioniero (sasanide) seduto sulla sua sinistra; S-C ai lati. | 244                                                 | 31 mm, 20.92 gr, 12 h (zecca di Roma antica, 5° officina, 13-esima emissione); | RIC Gordianus, IV 337a; Banti 105.  |
|                                     | sesterzio                           | IMP GORDIANVS PIVS FEL AVG PM, testa laureata e busto con corazza e drappeggio.  | MARS PROPVGNAT(or), Marte avanza verso destra, tiene uno scudo ed una lancia di traverso; S-C ai lati.                                                          | gennaio/febbraio del 244                            | 29 mm, 22.08 gr, 11 h (zecca di Roma antica, 6° officina, 13-esima emissione); | RIC Gordianus, IV 332; Banti 52.    |

## Filippo l'Arabo (244-249)

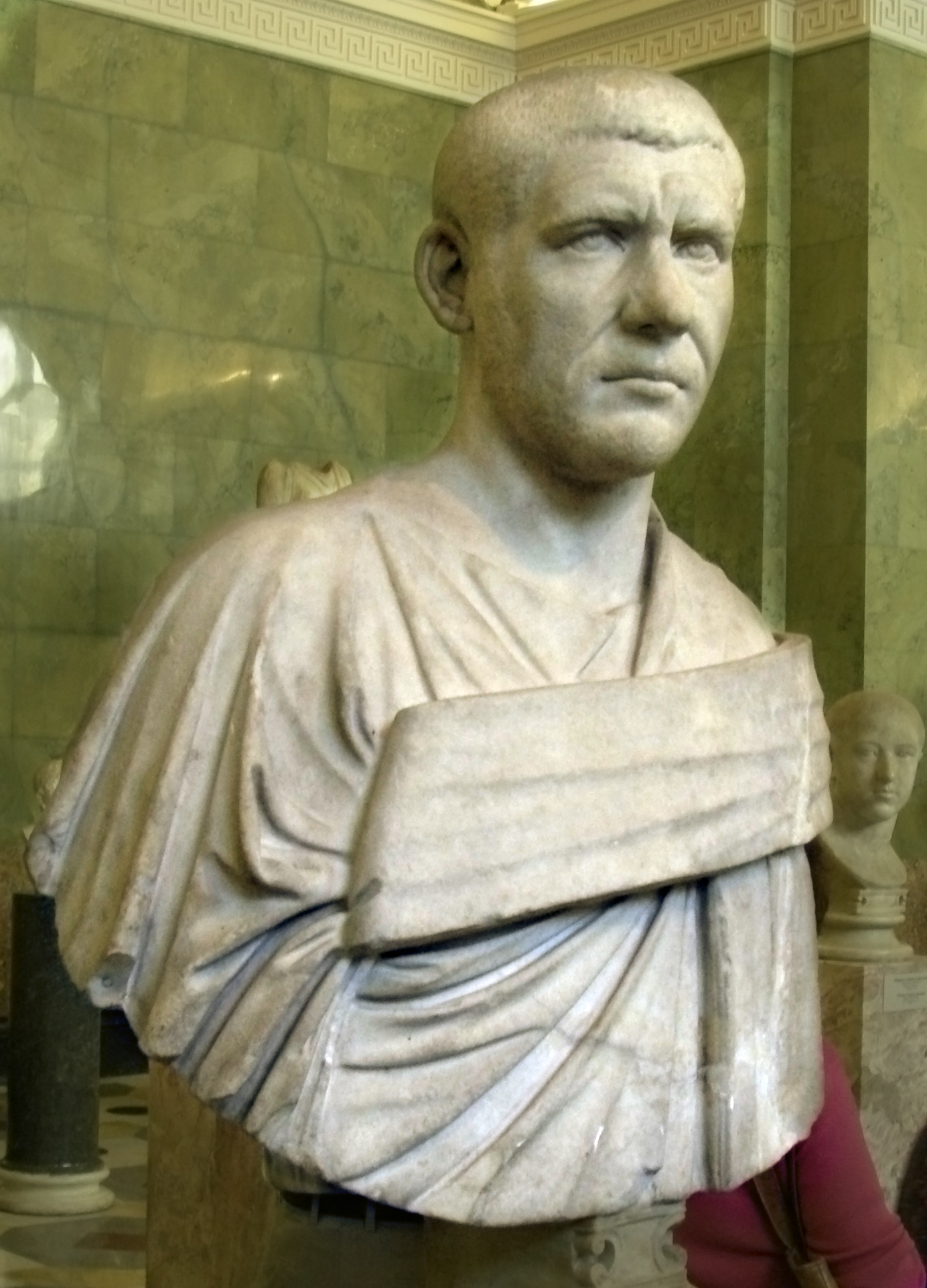
Busto di Filippo l'Arabo.

Poco si sa della vita e carriera politica precedenti all'elevazione al trono di Filippo l'Arabo. Nacque a Shahba nella provincia di Siria, un piccolo centro ad una ottantina di chilometri a sud-est di Damasco. Negli anni 230 Filippo sposò Marcia Otacilia Severa e nel 238 ebbe un figlio chiamato Marco Giulio Severo Filippo. Nel 243, durante la campagna sasanide di Gordiano III, il prefetto del pretorio, Timesiteo, morì in oscure circostanze. Su suggerimento dell'altro prefetto, Gaio Giulio Prisco, fratello di Filippo, quest'ultimo fu nominato successore di Timesiteo, permettendo così ai due fratelli di controllare il giovane imperatore e quindi l'impero come reggenti di fatto.
A seguito di una sconfitta nella battaglia di Mesiche, Gordiano III ordinò la ritirata dell'esercito, ma morì durante il viaggio. Filippo probabilmente fomentò lo scontento dei soldati, e potrebbe essere stato il mandante dell'assassinio del giovane principe. Filippo fu, quindi, proclamato imperatore.
Intenzionato a non ripetere gli errori degli usurpatori precedenti, si convinse ad andare a Roma per rafforzare la sua posizione nei confronti del Senato. Nel tentativo di rafforzare la propria posizione, nominò Cesare il giovane figlio Marco Giulio Severo Filippo (in seguito co-Augusto. Il governo di Filippo fu, quindi, volto a respingere le continue invasioni dei Barbari lungo il limes danubiano (245-248), tanto che alla fine poté fregiarsi dei titoli vittoriosi di Germanicus Maximus e Carpicus Maximus.
Nel 248 scoppiarono, quindi, una serie di rivolte: in Oriente un certo Marco Iotapiano, si scatenò contro il governo oppressivo e la tassazione troppo elevata nei territori governati dal fratello di Filippo, Prisco; in Mesia e Pannonia, Tiberio Claudio Marino Pacaziano fu acclamato imperatore dalla truppe, ma la rivolta venne soffocata dal futuro imperatore Gaio Messio Quinto Decio, il quale poi fu posto a capo delle due province; ed infine fu la volta di altri due usurpatori, Silbannaco e Sponsiano, fomentatori di altrettante rivolte, anch'esse finite nel nulla.
Inviato nella regione per punire e comandare le legioni che avevano sostenuto gli usurpatori, Decio fu invece proclamato imperatore dell'armata del danubiana nella primavera del 249 e si mise immediatamente in marcia verso Roma. L'esercito di Filippo entrò in contatto con quello dell'usurpatore presso Verona all'inizio dell'estate: nella susseguente battaglia Decio ebbe la meglio e Filippo fu ucciso. Quando la notizia raggiunse Roma, Severo Filippo, l'erede undicenne di Filippo, fu a sua volta assassinato dalla guardia pretoriana.
| Titolatura imperiale  | Numero di volte | Datazione evento                                                                                       |
| --------------------- | --------------- | --- |
| Tribunicia potestas   | 6 volte:        | la prima il febbraio del 244, poi rinnovata ogni anno al 10 dicembre.                                  |
| Consolato             | 3 volte:        | nel 245, 247 e 248.                                                                                    |
| Titoli vittoriosi     | 5 volte:        | Adiabenicus (?), Carpicus Maximus (247), Germanicus (246), Parthicus Maximus e Persicus Maximus (244). |
| Salutatio imperatoria | almeno 6 volte: | la prima al momento dell'ascesa al trono, poi nel 244 (II, III e IV), 246 (V), 247 (VI).               |
| Altri titoli          |                 | Pontifex Maximus, Pater Patriae, Pius e Felix nel 244.                                                 |

### Tematiche principali

#### Fine della guerra contro i Sasanidi
La morte improvvisa dell'Imperatore Gordiano, a cui i soldati costruirono presso Circesium un cenotafio (sulla riva dell'Eufrate, in località Zaitha), non sappiamo se in battaglia o per mano del suo successore, il prefetto del Pretorio, Filippo l'Arabo, determinarono il ritiro delle armate romane, una pace giudicata da Zosimo, disonorevole e probabilmente la perdita di parte della Mesopotamia e dell'Armenia, sebbene Filippo si sentisse autorizzato a fregiarsi del titolo di Persicus maximus. Le Res gestae divi Saporis, epigrafe propagandistica dell'imperatore sassanide, raccontano:
(Res gestae divi Saporis, righe 8-9.)
L'Oriente romano fu, quindi, affidato da Filippo al fratello, Gaio Giulio Prisco, nominato Rector Orientis, mentre la linea difensiva in Mesopotamia/Osroene era riorganizzata attorno alle città/roccaforti di Nisibis, Circesium e Resaina.
| Filippo l'Arabo e i Sasanidi | Filippo l'Arabo e i Sasanidi | Filippo l'Arabo e i Sasanidi                                                  | Filippo l'Arabo e i Sasanidi                                                  | Filippo l'Arabo e i Sasanidi | Filippo l'Arabo e i Sasanidi | Filippo l'Arabo e i Sasanidi                |
| Immagine                     | Valore                       | Dritto                                                                        | Rovescio                                                                      | Datazione                    | Peso; diametro               | Catalogazione                               |
| ---------------------------- | ---------------------------- | ----------------------------------------------------------------------------- | ----------------------------------------------------------------------------- | ---------------------------- | ---------------------------- | ------------------------------------------- |
|                              | antoniniano                  | IMP C M IVL PHILIPPVS P F AVG P M, testa con corona radiata, indossa corazza; | PAX FVNDATA CVM PERSIS, la Pace in piedi, con in mano un ramo ed uno scettro. | coniato nel 244;             | 22 mm, 4.27 gr;              | RIC Philippus, IV, 69; Hunter 120; RSC 113. |

#### Mille anni dalla fondazione di Roma
Nell'aprile del 248, Filippo ebbe l'onore di presiedere le celebrazioni dei mille anni di Roma, fondata nel 753 a.C.. L'avvenimento fu festeggiato con i ludi Saeculares ed una ricca monetazione. Secondo le relazioni contemporanee, i festeggiamenti furono splendidi includendo giochi spettacolari e rappresentazioni teatrali in tutta la città. La monetazione infatti riporta numerosi soggetti come: una colonna con la scritta MILIARIUM SAECULUM o una con la scritta COS III, oppure la scritta LUDI SAECULARES AUGG, oppure la lupa capitolina che allatta Romolo e Remo, un leone, un cervo, un'antilope, un tempio esastilo con al centro la statua di Roma e la scritta SAECULUM NOVUM.
| Mille anni di storia romana | Mille anni di storia romana | Mille anni di storia romana                                       | Mille anni di storia romana                                                                                                | Mille anni di storia romana | Mille anni di storia romana | Mille anni di storia romana |
| Immagine                    | Valore                      | Dritto                                                            | Rovescio | Datazione                   | Peso; diametro              | Catalogazione               |
| --------------------------- | --------------------------- | ----------------------------------------------------------------- | --- | --------------------------- | --------------------------- | --------------------------- |
|                             | antoniniano                 | IMP PHILIPPVS AVG P M, testa con corona radiata, indossa corazza; | SAECULARES AUGG, cippo che commemora il primo millennio di storia romana sul quale è scritto COS III (su due righe).       | coniato nel 248;            | 22 mm, 4.3 gr?              | ?                           |
|                             | antoniniano                 | IMP PHILIPPVS AVG, testa con corona radiata, indossa corazza;     | SAECULARES AUGG, la lupa capitolina che allatta Romolo e Remo a commemorazione del primo millennio di storia romana.       | coniato nel 248;            | 22 mm, 4.3 gr?              | Cohen 178.                  |
|                             | antoniniano                 | IMP PHILIPPVS AVG, testa con corona radiata, indossa corazza;     | SAECULARES AUGG, un leone che rappresenta i ludi Saeculares a commemorazione del primo millennio di storia romana.         | coniato nel 248;            | 22 mm, 4.3 gr?              | Cohen 173.                  |
|                             | antoniniano                 | IMP PHILIPPVS AVG, testa con corona radiata, indossa corazza;     | SAECULARES AUGG, un'antilope che rappresenta i ludi Saeculares a commemorazione del primo millennio di storia romana.      | coniato nel 248;            | 22 mm, 4.3 gr?              | Cohen 188.                  |
|                             | antoniniano                 | IMP PHILIPPVS AVG, testa con corona radiata, indossa corazza;     | SAECULUM NOVUM, un tempio esastilo con al centro la statua di Roma, a commemorazione del primo millennio di storia romana. | coniato nel 248;            | 22 mm, 4.3 gr?              | Cohen 198.                  |

#### Guerre lungo illimesdanubiano
Il governo di Filippo cominciò con una serie di campagne militari contro le popolazioni a nord del Danubio. Nel 246 Filippo riportò un grande successo contro le genti germaniche dei Quadi lungo il fronte pannonico, grazie al quale gli fu attribuito l'appellativo di "Germanicus maximus". Nel 247, l'offensiva romana riprese lungo il fronte del basso corso danubiano contro i Carpi, tanto che gli furono tributati nuovi onori e l'appellativo di "Carpicus maximus".
Nel 248 una nuova incursione di Goti, ai quali era stato rifiutato il contributo annuale promesso da Gordiano III, e di Carpi loro associati, portò ancora una volta devastazione nella provincia di Mesia inferiore. L'invasione alla fine fu fermata dal generale di Filippo l'Arabo, Decio Traiano, futuro imperatore, presso la città di Marcianopoli, che era rimasta sotto assedio per lungo tempo.
| Limes danubiano | Limes danubiano | Limes danubiano                                             | Limes danubiano | Limes danubiano      | Limes danubiano  | Limes danubiano                                               |
| Immagine        | Valore          | Dritto                                                      | Rovescio | Datazione            | Peso; diametro   | Catalogazione                                                 |
| --------------- | --------------- | ----------------------------------------------------------- | --- | -------------------- | ---------------- | ------------------------------------------------------------- |
|                 | antoniniano     | IMP PHILIPPVS AVG, testa con corona, indossa corazza;       | VICTORIA CARPICA, la Vittoria che avanza verso destra, con in mano una palma ed una corona d'alloro.                                                                   | coniato nel 245;     | 23 mm, 4.35 gr;  | Roman Imperial Coinage, Philippus, IV, 66; RSC 238.           |
|                 | asse            | IMP M IVL PHILIPPVS AVG, testa con corona, indossa corazza; | PROVINCIA DACIA, una scritta in basso AN II, la Dacia sta in piedi tra due insegne delle legioni V Macedonica (simbolo dell'aquila) e XIII Gemina (simbolo del leone). | coniato nel 247/248; | 29 mm, 16.47 gr; | AMNG I 9; Varbanov 6 var. (obv. legenda); Mionnet Supp. II 5. |

## Decio Traiano (249-251)
Le fonti storiche per la vita di Decio sono frammentarie e non permettono di ricostruire con certezza né la storia del suo regno né le sue origini. Sappiamo da Aurelio Vittore che fu un militare di carriera di origine illirica, il precursore dei cosiddetti Imperatori illirici e che tale caratteristica fu ampiamente celebrata nella sua monetazione con le scritte PANNONIAE o GENIVS EXERCITUS ILLVRICIANI.
Durante il suo regno, l'Imperatore Decio cercò di risollevare le sorti dell'Impero, caduto nella crisi del III secolo, affidandosi al ripristino della tradizione, ma la sua scelta non fu adatta ad uno stato che stava cambiando rapidamente. Sebbene avesse ben chiara la situazione e la soluzione scelta, mostrò, nel momento del bisogno, di non essere abbastanza versatile. La sua politica religiosa frazionò l'Impero e lui stesso, a differenza degli altri imperatori del periodo dell'anarchia militare, non fu in grado di contrastare i pericoli portati dalle invasioni germaniche. La sua stessa morte in battaglia, per quanto eroica, dimostra i limiti del suo giudizio.
Il potere di Decio ebbe le proprie basi nell'aristocrazia senatoriale e nell'esercito, e ad entrambi si presentò come il restauratore della tradizione, tramite un'opportuna propaganda, anche monetale, e riprendendo quei tratti del princeps che richiamavano la tarda Repubblica e il primo Impero. Dal punto di vista politico, Decio rivalutò le cariche repubblicane. Assunse per sé il consolato per ciascun anno del proprio regno; ripristinò la magistratura della censura nominando Publio Licinio Valeriano censore; assunse personalmente il comando delle truppe sul campo di battaglia e conferì onori ai soldati indipendentemente dal loro rango.
Si richiamò alla dinastia degli Imperatori adottivi assumendo il nome Traiano in onore e in riferimento all'imperatore considerato il migliore, 'Optimus princeps. Riprese, dopo vent'anni, un programma di edilizia pubblica a Roma: restaurò il Colosseo danneggiato da un terremoto e costruì le sontuose Terme Deciane sull'Aventino.
Cercò, infine, di dare vita ad una dinastia, come aveva fatto Filippo prima di lui: i figli Erennio Etrusco e Ostiliano ricevettero il titolo di cesare, con Erennio poi elevato al rango di augusto nel 251; Erennia Cupressenia Etruscilla fu invece nominata augusta.
| Titolatura imperiale  | Numero di volte   | Datazione evento                                                                                            |
| --------------------- | ----------------- | --- |
| Tribunicia potestas   | 3/(4?) volte:     | la prima attorno alla metà del 249, poi rinnovata ogni anno al 10 dicembre.                                 |
| Consolato             | 3 volte:          | nel 232, 250 e 251.                                                                                         |
| Titoli vittoriosi     | 3 volte:          | Parthicus Maximus (nel 250), Germanicus Maximus (nel 250), Dacicus Maximus e Restitutor Daciarum (nel 250). |
| Salutatio imperatoria | almeno 2/3 volte: | la prima al momento dell'ascesa al trono, poi nel 250 (II e III).                                           |
| Altri titoli          |                   | Pontifex Maximus, Pater Patriae, Pius e Felix nel 249.                                                      |

### Tematiche principali
| Decio Traiano | Decio Traiano    | Decio Traiano                                                                                                 | Decio Traiano | Decio Traiano                                       | Decio Traiano                                                               | Decio Traiano                                                                              |
| Immagine      | Valore           | Dritto | Rovescio | Datazione                                           | Peso; diametro                                                              | Catalogazione                                                                              |
| ------------- | ---------------- | --- | --- | --------------------------------------------------- | --------------------------------------------------------------------------- | ------------------------------------------------------------------------------------------ |
|               | aureo            | IMP C M Q TRAIANVS DECIVS AVG, testa con corona d'alloro, indossa una corazza;                                | VICTORIA AVGG, la Vittoria che avanza verso sinistra, tiene una corona nella destra ed una palma nella mano sinistra.                                                                                                  | coniato nel 249/250;                                | 4.31 gr;                                                                    | RIC Decius, IV, 29a; Cohen 107.                                                            |
|               | antoniniano      | IMP C M Q TRAIANVS DECIVS AVG, testa con corona radiata, indossa una corazza;                                 | GENIVS EXERC ILLVRICIANI, il Genio in piedi verso sinistra, tiene una patera ed una cornucopia; dei vessilli sulla destra.                                                                                             | coniato nel 249/250;                                | 21 mm, 3.77 gr;                                                             | RIC Decius, IV 16c; Hunter 11 var. (rev. legend); RSC 49.                                  |
|               | antoniniano      | IMP C M Q TRAIANVS DECIVS AVG, testa con corona radiata, indossa una corazza;                                 | D-ACIA, la Dacia in piedi verso sinistra, tiene un bastone con una testa d'asino in cima. | coniato nel 250;                                    | 4.99 gr;                                                                    | RIC Decius, IV, 12b; Hunter 7; RSC 16.                                                     |
|               | doppio sesterzio | IMP C M Q TRAIANVS DECIVS AVG, testa con corona radiata, indossa una corazza;                                 | Felicitas SAECVLI S-C, la dea Felicitas in piedi di fronte, la testa rivolta a sinistra, tiene un caduceo e una cornucopia.                                                                                            | coniato nel 250;                                    | 34 mm, 31.80 gr, 12 h (zecca di Roma antica, 4° officina, 3° emissione);    | RIC Decius, IV, 115; Banti 9; Cohen 40.                                                    |
|               | sesterzio        | IMP C M Q TRAIANVS DECIVS AVG, testa con corona d'alloro, indossa una corazza;                                | P-A-NNONI-A-E, le due province della Pannonia superiore e inferiore in piedi di fronte, le teste rivolte verso sinistra, ognuna tiene un vexillum; S-C ai lati.                                                        | coniato nel 250;                                    | 27 mm, 19.43 gr, 12 h (zecca di Roma antica, 3° officina, 3°-4° emissione); | RIC Decius, IV, 124d; Banti 22.                                                            |
|               | sesterzio        | Q HER ETR MES DECIVS NOB C, testa verso destra di Erennio Etrusco, busto con drappeggio, indossa una corazza; | PIETAS AVGVSTORVM, S C in esergo; un simpulum, un aspergillum, una brocca ed un lituo posto sopra ad una patera. | coniato tra la primavera del 250 e la metà del 251; | 27 mm, 21 gr, 12 h;                                                         | RIC Decius, IV, 168 a, Cohen 15.                                                           |
|               | sesterzio        | IMP CAE C VAL HOS MES QVINTVS AVG, testa con corona d'alloro, indossa una corazza;                            | SECVRITAS AVGG S-C, la Securitas in piedi verso sinistra, con la mano sulla testa e il gomito su una colonna. | coniato nel 251;                                    | 28 mm, 19.28 gr, 6 h (zecca di Roma antica, 5° officina, 1° emissione);     | RIC Decius, IV, 225; Cohen 60; Banti 15.                                                   |
|               | antoniniano      | IMP CAE TRA DECIVS AVG, testa con corona radiata, indossa una corazza;                                        | VIC-TORIA GERMANICA, Decio a cavallo verso sinistra, alza la mano destra e tiene uno scettro nella sinistra; a sinistra la dea Vittoria avanza verso sinistra, tiene un ramo nella destra ed una palma nella sinistra. | coniato nel 251 (zecca di Roma antica);             | 3.33 gr, 12 h;                                                              | RIC Decius, IV, 43 corr. (obv. legend) e pl. 10, 20 (questa moneta è illustrata); RSC 122. |

## Treboniano Gallo (251-253)

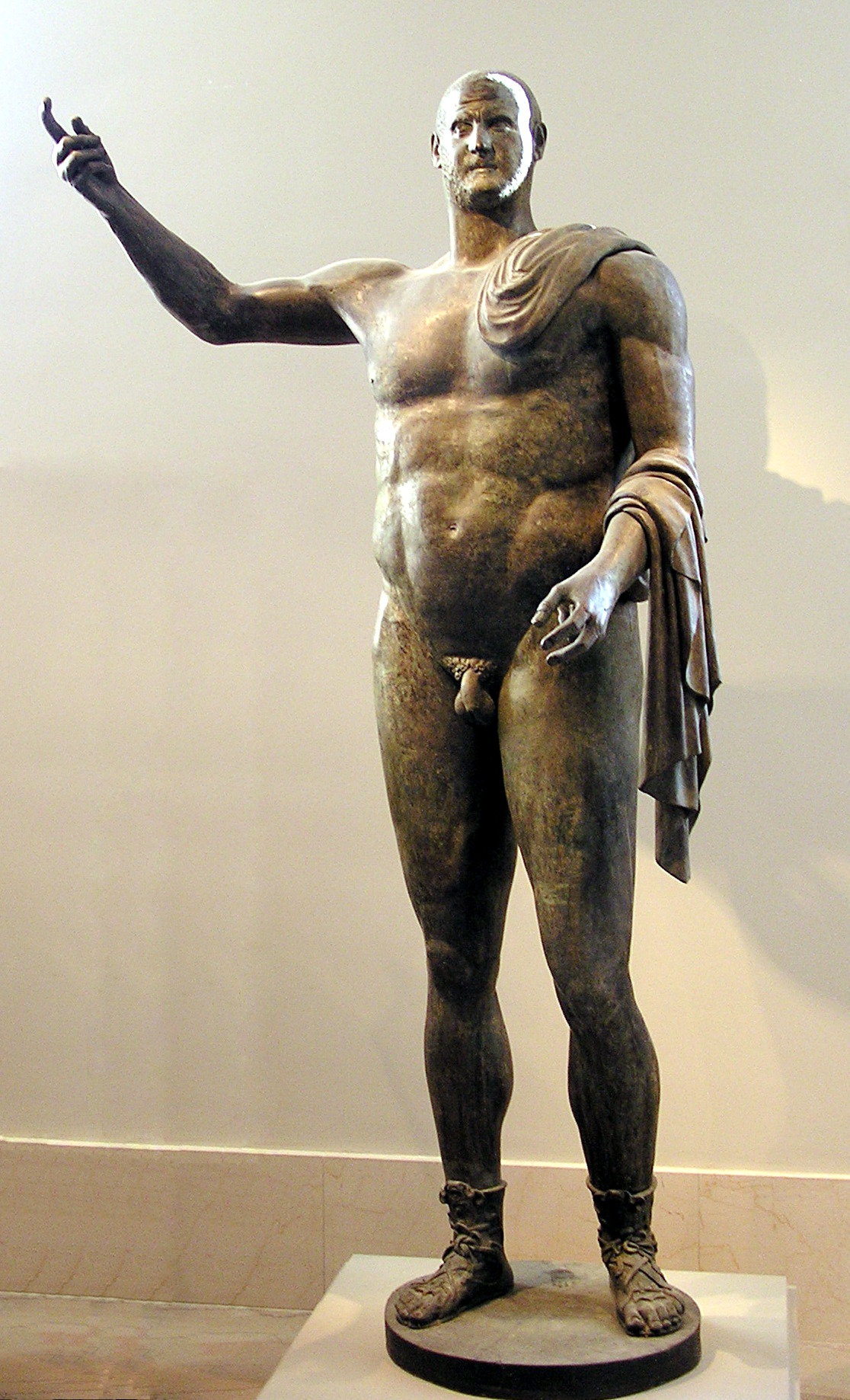
Statua bronzea di Treboniano Gallo.

Gaio Vibio Treboniano Gallo fu imperatore romano dal 251 al 253 insieme al figlio Volusiano. Il suo regno fu caratterizzato da una lunga serie di disastri, come la peste che colpì Roma per anni, le incursioni delle popolazioni barbare oltre i confini dell'impero e la perdita (secondo alcune fonti avvenuta durante il suo regno) della Siria in favore dei Sasanidi. Uomo di indubbie qualità amministrative e militari, impresse parte del suo programma nella dicitura delle monete che fece battere: Pax aeterna.
| Titolatura imperiale  | Numero di volte | Datazione evento                                                             |
| --------------------- | --------------- | ---------------------------------------------------------------------------- |
| Tribunicia potestas   | 3/(4?) volte:   | la prima attorno nel giugno del 251, poi rinnovata ogni anno al 10 dicembre. |
| Consolato             | 2 volte:        | negli anni 240 e poi nel 252.                                                |
| Titoli vittoriosi     | 1 solo:         | Invictus.                                                                    |
| Salutatio imperatoria | 1 sola volte?   | al momento dell'ascesa al trono.                                             |
| Altri titoli          |                 | Pontifex Maximus, Pater Patriae, Pius e Felix nel 251.                       |

### Tematiche principali
| Treboniano Gallo | Treboniano Gallo | Treboniano Gallo                                                                                  | Treboniano Gallo                                                                                              | Treboniano Gallo | Treboniano Gallo                                                        | Treboniano Gallo                        |
| Immagine         | Valore           | Dritto                                                                                            | Rovescio | Datazione        | Peso; diametro                                                          | Catalogazione                           |
| ---------------- | ---------------- | ------------------------------------------------------------------------------------------------- | --- | ---------------- | ----------------------------------------------------------------------- | --------------------------------------- |
|                  | antoniniano      | IMP CC VIB TREB GALLUS AVG, testa radiata di Treboniano Gallo verso destra, drappeggio e corazza; | LIBERTAS PUBLICA, la Libertas in piedi verso sinistra, tiene un pileo ed uno scettro di traverso.             | 251-253;         | 21 mm, 3.60 gr, 12 h (zecca di Mediolanum);                             | RIC, Trebonianus Gallus, IV 70; RSC 68. |
|                  | antoniniano      | IMP CAE C VIB TREB GALLVS AVG, testa con corona radiata, indossa una corazza;                     | Aeternitas AVGG, Aeternitas in piedi verso sinistra, tiene una fenice su un globo ed alza l'orlo della gonna. | coniato nel 253; | 21 mm, 3.77 gr, 12 h (zecca di Roma antica, 1° officina, 3° emissione); | RIC Trebonianus Gallus, 30; RSC 13.     |

## Emiliano (253)
Emiliano, fu imperatore romano nel 253 per soli tre mesi, salendo al trono dopo aver rovesciato Treboniano Gallo. Poco dopo, a sua volta, venne sconfitto e da Valeriano che divenne, insieme al figlio Gallieno il nuovo Augusto. Fu inizialmente acclamato Imperator dalle truppe di Mesia, dopo aver condotto le armate romane alla vittoria contro i Goti (luglio del 253). Del resto Treboniano, non era stato in grado di opporsi né ai Goti, né ai Sasanidi in Oriente, né alla tremenda peste che stava colpendo Roma.

### Tematiche principali
| Emiliano | Emiliano    | Emiliano                                                                    | Emiliano | Emiliano         | Emiliano       | Emiliano                               |
| Immagine | Valore      | Dritto                                                                      | Rovescio | Datazione        | Peso; diametro | Catalogazione                          |
| -------- | ----------- | --------------------------------------------------------------------------- | --- | ---------------- | -------------- | -------------------------------------- |
|          | antoniniano | IMP CAES AEMILIANVS P F AVG, testa con corona radiata, indossa una corazza; | MARTI PACIF(ificator), Marte avanza verso sinistra, tiene un ramo, uno scudo ed una spada.                     | coniato nel 253; | 2.37 gr;       | RIC Aemilianus, 15; Hunter 12; RSC 23. |
|          | antoniniano | Cornelia Supera, testa verso destra con diadema e drappeggio;               | VESTA, la dea Vesta in piedi verso sinistra, tiene una patera nella mano destra ed uno scettro nella sinistra. | coniato nel 253; | 2.48 gr;       | RIC Aemilianus, 30; Hunter 1; RSC 5.   |